# 博斯地区埃皮耶
博斯地区埃皮耶（法語：Épieds-en-Beauce，法語發音：[epje ɑ̃ bos]）是法国卢瓦雷省的一个市镇，位于该省西部，属于奥尔良区。

## 地理
博斯地区埃皮耶（47°57'0"N, 1°37'3"E）面积40.22 平方千米，位于法国中央-卢瓦尔河谷大区卢瓦雷省，该省份为法国中北部省份，北起埃松省，西北接厄尔-卢瓦省，西南接卢瓦-谢尔省，南至涅夫勒省和谢尔省，东临约讷省，东北接塞纳-马恩省。
与博斯地区埃皮耶接壤的市镇（或旧市镇、城区）包括：沙尔松维尔、库尔米耶、热米尼、圣西吉斯蒙、图尔努瓦西、维朗布兰、博斯拉罗迈讷。

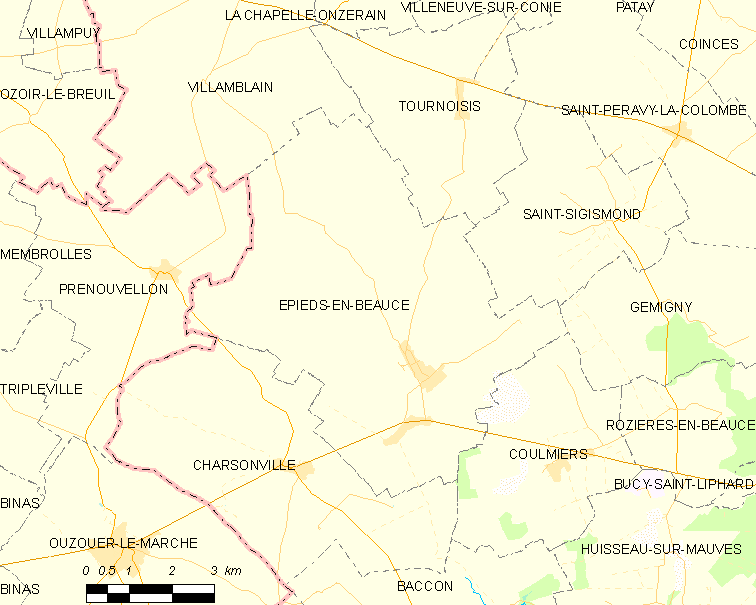
博斯地区埃皮耶的OSM定位图

博斯地区埃皮耶的时区为UTC+01:00、UTC+02:00（夏令时）。

## 行政
博斯地区埃皮耶的邮政编码为45130，INSEE市镇编码为45134。

## 政治
博斯地区埃皮耶所属的省级选区为卢瓦尔河畔默恩县。

## 人口

1962-2008年间博斯地区埃皮耶人口变化图示

博斯地区埃皮耶于2022年1月1日时的人口数量为1446人。